# División de Honor B de rugby 2017-18
La División de Honor B de rugby 2017-18 es la 20.ª edición de la segunda competición de rugby de España desde la reestructuración en 1998. El torneo es organizado por la Federación Española de Rugby, al igual que la máxima categoría.
Para esta temporada, la primera jornada se organizó para el 17 de septiembre, mientras que la última fecha de la categoría será el día 13 de mayo de 2018 según el calendario oficial.

## Sistema de competición
- Esta Competición se jugará en cada grupo por sistema de liga a doble vuelta estableciéndose la clasificación de acuerdo con lo que establece el Reglamento de Partidos y Competiciones de la FER. Algunas jornadas podrán coincidir con actividad de la Selección Nacional o Combinado Nacional. En estos casos los jugadores convocados con el Equipo Nacional o Combinado Nacional deberán estar a disposición del Seleccionador Nacional hasta que finalice la concentración, no pudiendo participar con sus clubes hasta entonces.

- Ocho equipos, los dos primeros de cada grupo junto con los dos mejores terceros participarán en la Fase de ascenso a División de Honor, que se disputará por sistema de eliminatorias a doble vuelta. Se establecerá un ranking del 1o al 8o de acuerdo con la clasificación habida en cada grupo.

- Los equipos B de clubes que actualmente compiten en División de Honor no participarán en esta fase de ascenso.

- La primera eliminatoria (cuartos de final) será con los siguientes enfrentamientos. A): 1o Primero (1) – 2o Tercero (8); B): 2o Primero (2) – 1o Tercero (7); C): 3o Primero (3) – 3o Segundo (6); D): 1o Segundo (4) – 2o Segundo (5). La segunda eliminatoria (semifinales) será E): Vencedor A) – Vencedor D) y F): Vencedor B) – Vencedor C). La tercera eliminatoria (final) Vencedor E) – Vencedor F.). En todas las eliminatorias los encuentros de vuelta se disputarán en los campos de los equipos con mejor ranking del orden inicial.

- El equipo ganador ascenderá a División de Honor en la temporada 2018/19. El perdedor jugará una eliminatoria de promoción contra el equipo clasificado en 11o lugar de División de Honor. El encuentro de vuelta en el campo del equipo de División de Honor.

- Como norma general para los tres grupos se establece que en principio desciende de cada grupo a categoría regional el equipo clasificado en el último lugar (puesto 12o) y el penúltimo clasificado (puesto 11o) jugará una promoción para la permanencia, a doble vuelta, contra el 2o clasificado de la fase de ascenso de regional a nacional. El encuentro de vuelta en el campo del equipo de División de Honor B. [1]

### Sistema de puntuación
- Cada victoria suma 4 puntos.
- Cada empate suma 2 puntos.
- Cuatro ensayos en un partido suma 1 punto de bonus.
- Perder por una diferencia de siete puntos o inferior suma 1 punto de bonus.

## Grupos

### Grupo A (Norte)
| Equipo | Ciudad        | Entrenador   | Estadio                        | Capacidad | Mapa |
| --- | ------------- | ------------ | ------------------------------ | --------- | --- |
| Eibar R. T. | Éibar         | Bandera de ? | Polideportivo de Ipurua        | 1000      | \| UBU Aparejadores CRAT La Coruña Bera Bera RT Durango RT Eibar RT CR El Salvador B Ourense Rugby Real Oviedo Uribealdea RKE Bathco Rugby Club Vigo RC Zarautz RT \| |
| Uribealdea R. K. E. | Munguía       | Bandera de ? | Campo de rugby Atxurizubi      | ?         | \| UBU Aparejadores CRAT La Coruña Bera Bera RT Durango RT Eibar RT CR El Salvador B Ourense Rugby Real Oviedo Uribealdea RKE Bathco Rugby Club Vigo RC Zarautz RT \| |
| Zarautz R. T. | Zarauz        | Bandera de ? | Campo de rugby Asti            | 800       | \| UBU Aparejadores CRAT La Coruña Bera Bera RT Durango RT Eibar RT CR El Salvador B Ourense Rugby Real Oviedo Uribealdea RKE Bathco Rugby Club Vigo RC Zarautz RT \| |
| Durango R. T. | Durango       | Bandera de ? | Campo de rugby Arripausueta    | 304       | \| UBU Aparejadores CRAT La Coruña Bera Bera RT Durango RT Eibar RT CR El Salvador B Ourense Rugby Real Oviedo Uribealdea RKE Bathco Rugby Club Vigo RC Zarautz RT \| |
| AVK Bera Bera R. T. | San Sebastián | Bandera de ? | Miniestadio de Anoeta          | 1262      | \| UBU Aparejadores CRAT La Coruña Bera Bera RT Durango RT Eibar RT CR El Salvador B Ourense Rugby Real Oviedo Uribealdea RKE Bathco Rugby Club Vigo RC Zarautz RT \| |
| Campus Universitario Ourense R. C. | Orense        | Bandera de ? | Campus Universitario de Orense | ?         | \| UBU Aparejadores CRAT La Coruña Bera Bera RT Durango RT Eibar RT CR El Salvador B Ourense Rugby Real Oviedo Uribealdea RKE Bathco Rugby Club Vigo RC Zarautz RT \| |
| Vigo R. C. | Vigo          | Bandera de ? | Campo de rugby do CUVI         | 500       | \| UBU Aparejadores CRAT La Coruña Bera Bera RT Durango RT Eibar RT CR El Salvador B Ourense Rugby Real Oviedo Uribealdea RKE Bathco Rugby Club Vigo RC Zarautz RT \| |
| CRAT La Coruña | La Coruña     | Bandera de ? | Campo de rugby Acea de Ama     | 500       | \| UBU Aparejadores CRAT La Coruña Bera Bera RT Durango RT Eibar RT CR El Salvador B Ourense Rugby Real Oviedo Uribealdea RKE Bathco Rugby Club Vigo RC Zarautz RT \| |
| UBU - Colina Clinic | Burgos        | Bandera de ? | C. D. San Amaro                | 1500      | \| UBU Aparejadores CRAT La Coruña Bera Bera RT Durango RT Eibar RT CR El Salvador B Ourense Rugby Real Oviedo Uribealdea RKE Bathco Rugby Club Vigo RC Zarautz RT \| |
| SilverStorm El Salvador "B" | Valladolid    | Bandera de ? | Campos de rugby Pepe Rojo      | 5000      | \| UBU Aparejadores CRAT La Coruña Bera Bera RT Durango RT Eibar RT CR El Salvador B Ourense Rugby Real Oviedo Uribealdea RKE Bathco Rugby Club Vigo RC Zarautz RT \| |
| Real Oviedo Rugby | Oviedo        | Bandera de ? | Campo de rugby El Naranco      | 600       | \| UBU Aparejadores CRAT La Coruña Bera Bera RT Durango RT Eibar RT CR El Salvador B Ourense Rugby Real Oviedo Uribealdea RKE Bathco Rugby Club Vigo RC Zarautz RT \| |
| Bathco R. C. | Santander     | Bandera de ? | Campo municipal de San Román   | 600       | \| UBU Aparejadores CRAT La Coruña Bera Bera RT Durango RT Eibar RT CR El Salvador B Ourense Rugby Real Oviedo Uribealdea RKE Bathco Rugby Club Vigo RC Zarautz RT \| |
| UBU Aparejadores CRAT La Coruña Bera Bera RT Durango RT Eibar RT CR El Salvador B Ourense Rugby Real Oviedo Uribealdea RKE Bathco Rugby Club Vigo RC Zarautz RT |               |              |                                |           | |

Actualizado a últimos partidos disputados. (22.ª Jornada).
|  |     | Equipos                            |  | PJ | PG | PE | PP | TF   | TC  | Dif  | PBO | PBD | Pts |
|  | --- | ---------------------------------- |  | -- | -- | -- | -- | ---- | --- | ---- | --- | --- | --- |
|  | 1.  | UBU - Colina Clinic                |  | 22 | 22 | 0  | 0  | 1053 | 305 | +748 | 18  | 0   | 106 |
|  | 2.  | Bathco R. C. (A)                   |  | 22 | 13 | 1  | 8  | 659  | 466 | +193 | 14  | 5   | 73  |
|  | 3.  | Bera Bera R. T.                    |  | 22 | 12 | 0  | 10 | 565  | 435 | +130 | 9   | 6   | 63  |
|  | 4.  | Zarautz R. T.                      |  | 22 | 10 | 1  | 11 | 547  | 500 | +47  | 11  | 5   | 58  |
|  | 5.  | Uribealdea R. K. E.                |  | 22 | 11 | 1  | 10 | 464  | 521 | -57  | 4   | 4   | 54  |
|  | 6.  | Campus Universitario Ourense R. C. |  | 22 | 10 | 0  | 12 | 589  | 704 | -115 | 10  | 4   | 54  |
|  | 7.  | Eibar R. T.                        |  | 22 | 10 | 0  | 12 | 447  | 572 | -125 | 9   | 3   | 52  |
|  | 8.  | CRAT La Coruña                     |  | 22 | 9  | 0  | 13 | 480  | 554 | -74  | 9   | 7   | 52  |
|  | 9.  | C. R. El Salvador "B"              |  | 22 | 9  | 0  | 13 | 412  | 564 | -152 | 6   | 8   | 50  |
|  | 10. | Vigo R. C.                         |  | 21 | 8  | 0  | 13 | 409  | 571 | -162 | 8   | 3   | 43  |
|  | 11. | Durango R. T.                      |  | 22 | 7  | 2  | 13 | 465  | 711 | -246 | 6   | 4   | 42  |
|  | 12. | Real Oviedo Rugby                  |  | 21 | 7  | 1  | 13 | 338  | 525 | -187 | 3   | 3   | 36  |

• El partido de la última jornada entre el Real Oviedo Rugby y el Vigo R. C. fue cancelado debido al deplorable estado del campo ovetense del Naranco.
Se decidió no aplazarlo dado que el Oviedo estaba matemáticamente en descenso y el Vigo no aspiraba a ninguna promoción.

### Grupo B (Este-Levante)
| Equipo | Ciudad                              | Entrenador   | Estadio                                                               | Capacidad | Mapa |
| --- | ----------------------------------- | ------------ | --------------------------------------------------------------------- | --------- | --- |
| C. R. Sant Cugat | San Cugat del Vallés (Barcelona)    | Bandera de ? | ZEM La Guinardera                                                     | 500       | \| Barcelona UC CAU Valencia CR Sant Cugat RC Valencia Inter RC UE Santboi B CP Les Abelles RC L'Hospitalet Tatami RCFénix RC XV Barbarians CN Poble Nou \| |
| R. C. L'Hospitalet | Hospitalet de Llobregat (Barcelona) | Bandera de ? | Campo de rugby Feixa Llarga                                           | 300       | \| Barcelona UC CAU Valencia CR Sant Cugat RC Valencia Inter RC UE Santboi B CP Les Abelles RC L'Hospitalet Tatami RCFénix RC XV Barbarians CN Poble Nou \| |
| C. N. Poble Nou | Pueblo Nuevo (Barcelona)            | Bandera de ? | C. E. M. Mar Bella                                                    | 100       | \| Barcelona UC CAU Valencia CR Sant Cugat RC Valencia Inter RC UE Santboi B CP Les Abelles RC L'Hospitalet Tatami RCFénix RC XV Barbarians CN Poble Nou \| |
| Barcelona U. C. | Barcelona                           | Bandera de ? | Esports UB                                                            | 200       | \| Barcelona UC CAU Valencia CR Sant Cugat RC Valencia Inter RC UE Santboi B CP Les Abelles RC L'Hospitalet Tatami RCFénix RC XV Barbarians CN Poble Nou \| |
| U. E. Santboiana "B" | San Baudilio de Llobregat           | Bandera de ? | Estadi Baldiri Aleu                                                   | 3500      | \| Barcelona UC CAU Valencia CR Sant Cugat RC Valencia Inter RC UE Santboi B CP Les Abelles RC L'Hospitalet Tatami RCFénix RC XV Barbarians CN Poble Nou \| |
| Inter R. C. | Cullera                             | Bandera de ? | Polideportivo La Partideta                                            | ?         | \| Barcelona UC CAU Valencia CR Sant Cugat RC Valencia Inter RC UE Santboi B CP Les Abelles RC L'Hospitalet Tatami RCFénix RC XV Barbarians CN Poble Nou \| |
| CAU Valencia | Valencia                            | Bandera de ? | Campo de rugby del Río Turia                                          | 500       | \| Barcelona UC CAU Valencia CR Sant Cugat RC Valencia Inter RC UE Santboi B CP Les Abelles RC L'Hospitalet Tatami RCFénix RC XV Barbarians CN Poble Nou \| |
| Tatami R. C. | Valencia                            | Bandera de ? | Campo de rugby del Río Turia                                          | 500       | \| Barcelona UC CAU Valencia CR Sant Cugat RC Valencia Inter RC UE Santboi B CP Les Abelles RC L'Hospitalet Tatami RCFénix RC XV Barbarians CN Poble Nou \| |
| C. P. Les Abelles | Valencia                            | Bandera de ? | Campos de Rugby Jorge Diego Pantera, Polideportivo de Quatre Carreres | 1296      | \| Barcelona UC CAU Valencia CR Sant Cugat RC Valencia Inter RC UE Santboi B CP Les Abelles RC L'Hospitalet Tatami RCFénix RC XV Barbarians CN Poble Nou \| |
| R. C. Valencia | Valencia                            | Bandera de ? | Campos de Rugby Jorge Diego Pantera, Polideportivo de Quatre Carreres | 1296      | \| Barcelona UC CAU Valencia CR Sant Cugat RC Valencia Inter RC UE Santboi B CP Les Abelles RC L'Hospitalet Tatami RCFénix RC XV Barbarians CN Poble Nou \| |
| Fénix C. R. Zaragoza | Zaragoza                            | Bandera de ? | C. D. M. Pinares de Venecia                                           | 1000      | \| Barcelona UC CAU Valencia CR Sant Cugat RC Valencia Inter RC UE Santboi B CP Les Abelles RC L'Hospitalet Tatami RCFénix RC XV Barbarians CN Poble Nou \| |
| XV Barbarians Calviá | Calviá                              | Bandera de ? | Campo de rugby Son Caliu                                              | 500       | \| Barcelona UC CAU Valencia CR Sant Cugat RC Valencia Inter RC UE Santboi B CP Les Abelles RC L'Hospitalet Tatami RCFénix RC XV Barbarians CN Poble Nou \| |
| Barcelona UC CAU Valencia CR Sant Cugat RC Valencia Inter RC UE Santboi B CP Les Abelles RC L'Hospitalet Tatami RCFénix RC XV Barbarians CN Poble Nou |                                     |              |                                                                       |           | |

Actualizado a últimos partidos disputados. (22.ª Jornada).
|  |     | Equipos                 |  | PJ | PG | PE | PP | TF  | TC  | Dif  | PBO | PBD | Pts |
|  | --- | ----------------------- |  | -- | -- | -- | -- | --- | --- | ---- | --- | --- | --- |
|  | 1.  | CP Les Abelles          |  | 22 | 20 | 0  | 2  | 803 | 441 | +362 | 18  | 1   | 99  |
|  | 2.  | CAU Valencia            |  | 22 | 17 | 1  | 4  | 617 | 307 | +310 | 12  | 2   | 84  |
|  | 3.  | Fénix C. R. Zaragoza    |  | 22 | 15 | 0  | 7  | 614 | 376 | +238 | 13  | 5   | 78  |
|  | 4.  | XV Babarians Calviá (A) |  | 22 | 13 | 0  | 9  | 603 | 483 | +120 | 15  | 6   | 73  |
|  | 5.  | R. C. Valencia          |  | 22 | 12 | 1  | 9  | 611 | 458 | +153 | 9   | 3   | 62  |
|  | 6.  | R. C. L'Hospitalet      |  | 22 | 11 | 0  | 11 | 527 | 477 | +50  | 7   | 5   | 56  |
|  | 7.  | C. R. Sant Cugat        |  | 22 | 10 | 0  | 12 | 524 | 722 | -198 | 13  | 1   | 54  |
|  | 8.  | Barcelona U. C.         |  | 22 | 9  | 0  | 13 | 415 | 614 | -199 | 6   | 3   | 45  |
|  | 9.  | Tatami R. C.            |  | 22 | 8  | 0  | 14 | 535 | 585 | -50  | 10  | 3   | 45  |
|  | 10. | C. N. Poble Nou         |  | 22 | 8  | 0  | 14 | 447 | 610 | -163 | 6   | 5   | 43  |
|  | 11. | U. E. Santboiana "B"    |  | 22 | 6  | 0  | 16 | 390 | 637 | -247 | 1   | 8   | 33  |
|  | 12. | Inter R. C. (A)         |  | 22 | 2  | 0  | 20 | 336 | 712 | -376 | 1   | 4   | 13  |

### Grupo C (Centro-Sur)
| Equipo | Ciudad                       | Entrenador          | Estadio                                | Capacidad | Mapa |
| --- | ---------------------------- | ------------------- | -------------------------------------- | --------- | --- |
| CRC Pozuelo | Pozuelo de Alarcón (Madrid)  | José Antonio Barrio | Valle de las Cañas                     | 500       | \| Marbella RC CD Arquitectura Alcobendas Rugby B Ing. Industriales Las Rozas Olímpico RC CRC Pozuelo CR Liceo Francés CAR Cáceres CR Cisneros BCiencias Fundación Cajasol CDU Granada UR Almería \| |
| Olímpico de Pozuelo R. C. | Pozuelo de Alarcón (Madrid)  | Bandera de ?        | Valle de las Cañas                     | 500       | \| Marbella RC CD Arquitectura Alcobendas Rugby B Ing. Industriales Las Rozas Olímpico RC CRC Pozuelo CR Liceo Francés CAR Cáceres CR Cisneros BCiencias Fundación Cajasol CDU Granada UR Almería \| |
| A. D. Ing. Industriales Las Rozas | Las Rozas de Madrid (Madrid) | Bandera de ?        | Campo de rugby El Cantizal             | 400       | \| Marbella RC CD Arquitectura Alcobendas Rugby B Ing. Industriales Las Rozas Olímpico RC CRC Pozuelo CR Liceo Francés CAR Cáceres CR Cisneros BCiencias Fundación Cajasol CDU Granada UR Almería \| |
| Club Alcobendas Rugby "B" | Alcobendas (Madrid)          | Bandera de ?        | Las Terrazas                           | 2000      | \| Marbella RC CD Arquitectura Alcobendas Rugby B Ing. Industriales Las Rozas Olímpico RC CRC Pozuelo CR Liceo Francés CAR Cáceres CR Cisneros BCiencias Fundación Cajasol CDU Granada UR Almería \| |
| C. D. Arquitectura | Madrid                       | Bandera de ?        | Estadio Nacional Complutense           | 12 400    | \| Marbella RC CD Arquitectura Alcobendas Rugby B Ing. Industriales Las Rozas Olímpico RC CRC Pozuelo CR Liceo Francés CAR Cáceres CR Cisneros BCiencias Fundación Cajasol CDU Granada UR Almería \| |
| C. R. Complutense Cisneros "B" | Madrid                       | Bandera de ?        | Estadio Nacional Complutense           | 12 400    | \| Marbella RC CD Arquitectura Alcobendas Rugby B Ing. Industriales Las Rozas Olímpico RC CRC Pozuelo CR Liceo Francés CAR Cáceres CR Cisneros BCiencias Fundación Cajasol CDU Granada UR Almería \| |
| C. R. Liceo Francés | Madrid                       | Bandera de ?        | Estadio Ramon Urtubi                   | 500       | \| Marbella RC CD Arquitectura Alcobendas Rugby B Ing. Industriales Las Rozas Olímpico RC CRC Pozuelo CR Liceo Francés CAR Cáceres CR Cisneros BCiencias Fundación Cajasol CDU Granada UR Almería \| |
| U. R. Almería | Almería                      | Bandera de ?        | Estadio de la Juventud "Emilio Campra" | 10 000    | \| Marbella RC CD Arquitectura Alcobendas Rugby B Ing. Industriales Las Rozas Olímpico RC CRC Pozuelo CR Liceo Francés CAR Cáceres CR Cisneros BCiencias Fundación Cajasol CDU Granada UR Almería \| |
| C. D. U. Granada | Granada                      | Bandera de ?        | Fuentenueva                            | 1000      | \| Marbella RC CD Arquitectura Alcobendas Rugby B Ing. Industriales Las Rozas Olímpico RC CRC Pozuelo CR Liceo Francés CAR Cáceres CR Cisneros BCiencias Fundación Cajasol CDU Granada UR Almería \| |
| Ciencias Fundación Cajasol | Sevilla                      | Bandera de ?        | I. D. La Cartuja                       | 3000      | \| Marbella RC CD Arquitectura Alcobendas Rugby B Ing. Industriales Las Rozas Olímpico RC CRC Pozuelo CR Liceo Francés CAR Cáceres CR Cisneros BCiencias Fundación Cajasol CDU Granada UR Almería \| |
| Marbella R. C. | Marbella                     | Bandera de ?        | Estadio municipal Bahías Park          | 1000      | \| Marbella RC CD Arquitectura Alcobendas Rugby B Ing. Industriales Las Rozas Olímpico RC CRC Pozuelo CR Liceo Francés CAR Cáceres CR Cisneros BCiencias Fundación Cajasol CDU Granada UR Almería \| |
| Extremadura C. A. R. Cáceres | Cáceres                      | Bandera de ?        | C. D. El Cuartillo                     | 1134      | \| Marbella RC CD Arquitectura Alcobendas Rugby B Ing. Industriales Las Rozas Olímpico RC CRC Pozuelo CR Liceo Francés CAR Cáceres CR Cisneros BCiencias Fundación Cajasol CDU Granada UR Almería \| |
| Marbella RC CD Arquitectura Alcobendas Rugby B Ing. Industriales Las Rozas Olímpico RC CRC Pozuelo CR Liceo Francés CAR Cáceres CR Cisneros BCiencias Fundación Cajasol CDU Granada UR Almería |                              |                     |                                        |           | |

Actualizado a últimos partidos disputados. (22.ª Jornada).
|  |     | Equipos                           |  | PJ | PG | PE | PP | TF  | TC  | Dif  | PBO | PBD | Pts |
|  | --- | --------------------------------- |  | -- | -- | -- | -- | --- | --- | ---- | --- | --- | --- |
|  | 1.  | Ciencias Fundación Cajasol (D)    |  | 22 | 21 | 0  | 1  | 893 | 325 | +568 | 17  | 1   | 102 |
|  | 2.  | CRC Pozuelo                       |  | 22 | 19 | 0  | 3  | 830 | 296 | +534 | 18  | 2   | 96  |
|  | 3.  | C. R. Liceo Francés               |  | 22 | 18 | 0  | 4  | 745 | 412 | +333 | 16  | 2   | 90  |
|  | 4.  | C. D. Arquitectura                |  | 22 | 13 | 1  | 8  | 624 | 451 | +173 | 11  | 3   | 68  |
|  | 5.  | C. A. R. Cáceres                  |  | 22 | 11 | 0  | 11 | 568 | 545 | +23  | 12  | 5   | 61  |
|  | 6.  | C. R. Complutense Cisneros "B"    |  | 22 | 10 | 1  | 11 | 501 | 636 | -135 | 13  | 4   | 59  |
|  | 7.  | Marbella R. C.                    |  | 22 | 11 | 0  | 11 | 591 | 564 | +27  | 9   | 5   | 58  |
|  | 8.  | A. D. Ing. Industriales Las Rozas |  | 22 | 10 | 0  | 12 | 625 | 587 | +38  | 11  | 4   | 55  |
|  | 9.  | Olímpico de Pozuelo R. C.         |  | 22 | 6  | 0  | 16 | 431 | 751 | -320 | 6   | 2   | 32  |
|  | 10. | Club Alcobendas Rugby "B"         |  | 22 | 6  | 0  | 16 | 362 | 627 | -265 | 3   | 4   | 31  |
|  | 11. | U. R. Almería                     |  | 22 | 3  | 1  | 18 | 302 | 819 | -517 | 2   | 3   | 19  |
|  | 12. | C. D. U. Granada (A)              |  | 22 | 2  | 1  | 19 | 304 | 763 | -459 | 2   | 2   | 14  |

## Fase de Ascenso

### Cuartos de final

#### Ida
| División de Honor B de España (Fase de Ascenso); 8 de abril de 2018 | Fénix C. R. Zaragoza | 24 - 41 | UBU - Colina Clinic | Pinares de Venecia, Zaragoza (Zaragoza) |  |
|                                                                     |                      |         |                     | Árbitro(s): Alfonso Mirat (Madrid)      |  |

| División de Honor B de España (Fase de Ascenso); 8 de abril de 2017 | C. R. Liceo Francés | 13 - 28 | Ciencias Fundación Cajasol | Ramón Urtubi, Madrid                 |  |
|                                                                     |                     |         |                            | Árbitro(s): Roger Parera (Barcelona) |  |

| División de Honor B de España (Fase de Ascenso); 8 de abril de 2018 | Bathco R. C. | 21 - 34 | C. P. Les Abelles | La Albericia, Santander          |  |
|                                                                     |              |         |                   | Árbitro(s): Iñaki Muñoz (Madrid) |  |

| División de Honor B de España (Fase de Ascenso); 7 de abril de 2018 | CAU Valencia | 17 - 17 | CRC Pozuelo | Campo del Jardín del Río Turia, Valencia |  |
|                                                                     |              |         |             | Árbitro(s): Joshua Bellido (Barcelona)   |  |

#### Vuelta
| División de Honor B de España (Fase de Ascenso); 15 de abril de 2018 | UBU - Colina Clinic | 41 - 7 (82 - 31) | Fénix C. R. Zaragoza | C. D. San Amaro, Burgos            |  |
|                                                                      |                     |                  |                      | Árbitro(s): Alberto Ruiz (Vizcaya) |  |

| División de Honor B de España (Fase de Ascenso); 15 de abril de 2018 | Ciencias Fundación Cajasol | 23 - 16 (51 - 29) | C. R. Liceo Francés | I. D. La Cartuja, Sevilla              |  |
|                                                                      |                            |                   |                     | Árbitro(s): Joaquín Santoro (Valencia) |  |

| División de Honor B de España (Fase de Ascenso); 15 de abril de 2018 | C. P. Les Abelles | 26 - 29 (60 - 50) | Bathco R. C. | Polideportivo Quatre Carreres, Valencia |  |
|                                                                      |                   |                   |              | Árbitro(s): Luis Fernández (Madrid)     |  |

| División de Honor B de España (Fase de Ascenso); 14 de abril de 2018 | CRC Pozuelo | 20 - 3 (37 - 20) | CAU Valencia | Campo del Valle de las Cañas, Pozuelo (Madrid) |  |
|                                                                      |             |                  |              | Árbitro(s): Santiago Merino (Santander)        |  |

### Semifinales

#### Ida[3]
| División de Honor B de España (Fase de Ascenso); 22 de abril de 2018 | CRC Pozuelo | 20 - 36 | UBU - Colina Clinic | Campo del Valle de las Cañas, Pozuelo (Madrid) |  |
|                                                                      |             |         |                     | Árbitro(s): David Joaquín Castro               |  |

| División de Honor B de España (Fase de Ascenso); 22 de abril de 2018 | C. P. Les Abelles | 28 - 24 | Ciencias Fundación Cajasol | Polideportivo Quatre Carreres, Valencia |  |
|                                                                      |                   |         |                            | Árbitro(s): Oscar Martínez              |  |

#### Vuelta[4]
| División de Honor B de España (Fase de Ascenso); 29 de abril de 2018 | UBU - Colina Clinic | 12 - 0 (48 - 20) | CRC Pozuelo | C. D. San Amaro, Burgos     |  |
|                                                                      |                     |                  |             | Árbitro(s): Alhambra Nievas |  |

| División de Honor B de España (Fase de Ascenso); 29 de abril de 2018 | Ciencias Fundación Cajasol | 38 - 30 (62 - 58) | C. P. Les Abelles | I. D. La Cartuja, Sevilla |  |
|                                                                      |                            |                   |                   | Árbitro(s): Marc Riera    |  |

### Final

#### Ida
| División de Honor B de España (Fase Final de Ascenso); 6 de mayo de 2018 | Ciencias Fundación Cajasol | 20 - 22 | UBU - Colina Clinic | I. D. La Cartuja, Sevilla        |  |
|                                                                          |                            |         |                     | Árbitro(s): Iñaki Muñoz (Madrid) |  |

#### Vuelta
| División de Honor B de España (Fase Final de Ascenso); 13 de mayo de 2018 | UBU - Colina Clinic | 33 - 22 | Ciencias Fundación Cajasol | C. D. San Amaro, Burgos            |  |
|                                                                           |                     |         |                            | Árbitro(s): Alfonso Mirat (Madrid) |  |

| Por un resultado global favorable de 55 - 42: Asciende a la División de Honor para la temporada 2018-19: UBU - Colina Clinic |